# 플루티스트
플루티스트(Flautist)는 플루트(Flute)를 연주하는 사람을 말한다.

## 서브컬처의 플루티스트 캐릭터
- 파워 디지몬 - 아라크네몬[1]
- 미르모 퐁퐁퐁 - 강예지
- 후레쉬 프리큐어 - 큐어 파인[2]